# Хукриде, Ян
Ян Хукриде (нидерл. Jan Huckriede; 1914 — 14 февраля 2002, Амстердам) — нидерландский пианист и культурный организатор.
Наиболее известен как один из основателей музыкальных фестивалей «Kunstmaand» («Месяц искусства») и «Uitmarkt» («За пределами рынка») в Амстердаме, а также амстердамского ежемесячного журнала «Uitkrant» («Из газеты») — обозрения амстердамской культурной жизни. Как организатору музыкальной жизни Хукриде принадлежит заслуга знакомства голландских слушателей с творчеством многих выдающихся российских исполнителей — в частности, Геннадия Рождественского, Евгения Светланова, Беллы Давидович.
Был женат на известной нидерландской женщине-фотографе Виолетте Корнелиус.